# Pogány Péter
Pogány Péter (Szaléz) (Budapest, 1923. március 4. – Budapest, 1993. július 23.) magyar irodalomtörténész, néprajztudós, ponyvakutató, folklorista, bencés szerzetes, Gerecze Péter unokája.

## Életpályája
Középiskolai tanár, római katolikus lelkész. 1948-ban bölcsészettudományi doktorátust szerzett a Budapesti Tudományegyetemen. A budapesti Népművészeti Intézet tudományos előadója (1951–58). A magyar folklórtörténet összes verses szövegemlékének forrására vonatkozó feltáró-elemző, rendszerező munkát végzett. A magyar népdal-szövegkataszter megszervezője és gondozója volt.

## Fontosabb munkái
- Folklór és irodalom kölcsönhatása a régi váci nyomda működése nyomán (1770–1823) (I. Vásári ponyvairatok, Bp., 1959), Akadémia Kiadó
- A magyar ponyva tüköre (Bp., 1978), Magyar Helikon, ISBN szám: ISBN 9632071794
- Riadj Magyar! 1848–1849 fametszetes ponyvái, csatakrónikái (1983), Magvető Könyvkiadó Magyar Hírmondó sorozat, ISBN szám: ISBN 9632718690
- Dalfüzér, 1844. Tompa Mihály kéziratos, kottás népdalgyűjteménye, hasonmás kiad., szerk. [Tary Lujzával], jegyzetek (Miskolc, 1988)

## Emlékezete
- Nyughelye a Pannonhalmi Bencés Főapátságban található.